# 篠原正瑛
篠原 正瑛（しのはら せいえい、1912年3月29日 - 2001年11月15日）は、日本の哲学者。

## 来歴
東京府出身。1939年に上智大学文学部哲学科を卒業後、フンボルト財団の奨学金によりドイツに留学した。これは「日独交換留学」によるものであった。ベルリン大学哲学科およびイェーナ大学哲学科を修了してドイツ国立ヨハヒムスタール・ギムナジウム教授となる。留学中はカール・ヤスパースやエドゥアルト・シュプランガーに指導を受けた。
ドイツ降伏後、連合軍による抑留と、スイスでの療養生活を経て1949年3月29日に空路で日本に帰国した。帰国の際、シュプランガーから日本国民へのメッセージを預かり、帰国直後は療養生活を続けていた。その後は改造社に勤務。
1952年、『アサヒグラフ』の原爆特集に刺激を受けて、物理学者のアルベルト・アインシュタインに原子爆弾開発への関与と使用の是非を問う公開質問状を『改造』誌上に掲載し、それをきっかけに数度アインシュタインと書簡を交換した（書簡は篠原の没後の2005年に妻から広島平和記念資料館に寄贈されている）。この往復書簡については、その途中までが『アインシュタイン平和書簡 3』（みすず書房、1977年）に掲載されている（pp.680 - 685）。
1963年11月から1年間、東ドイツに在住した。この在住時に、森鷗外がベルリンで滞在した下宿の一つが現存していることを確認した。
哲学者としては近代ドイツ思想、中でもナチズムを主に研究した。原水爆禁止日本国民会議委員も務めた。1983年2月には、西ドイツの緑の党が主宰した、核兵器を被告とする国際裁判で、陪審員（6か国から合計7人）の一人を務めた。
1990年に脳梗塞を発症して療養生活となり、2001年に死去。

## 人物
ドイツ鉄道のファンとしても知られており、東京・宝町に経営していた喫茶店はドイツ国鉄01形蒸気機関車にちなんだ「ゼロイチ」という店名で、自ら輸入した同機の動輪が店内に飾られていた。この動輪は後に交通博物館に寄贈された。2009年から鉄道博物館に展示されている。
鉄道模型については戦前からのメルクリンの愛好者で、戦後の帰国後は代理店のなかった1956年から収集を再開した。その後輸入元となった不二商では、メルクリンの模型を扱う際にメルクリン側から篠原を名指しで助言者として推薦されたという。篠原はこの時期、メルクリンの紹介をあちこちでおこない、レイアウト写真が不二商の広告に掲載されたこともある。

## 著書
- 『敗戦の彼岸にあるもの』弘文堂、1949年
- 『僕らはごめんだ』光文社、1952年
- 『現代ドイツ』弘文堂、1966年
- （編著）『全盛時代のドイツ蒸気機関車』誠文堂新光社、1971年
- 『ドイツにヒトラーがいたとき』誠文堂新光社、1984年

## 翻訳
- エドゥアルト・シュプランガー『たましいの魔術』岩波書店、1951年
- K.-E.メーデル『鉄道物語」平凡社、1971年
- 王アンナ『革命中国に嫁いで』平凡社、1975年
- L.インフェルト『アインシュタインの世界 : 物理学の革命』講談社、1975年
- ロベルト・ハーベマン 『私は亡命しない : 東ドイツ・コミュニストの発言』朝日新聞社、1980年
- ギュンター・アンデルス、クロード・イーザリー『ヒロシマわが罪と罰』筑摩書房、1987年
- 『ヒトラーの遺言：1945年2月4日-4月2日』マルティン・ボアマン記録、原書房、1991年、新装版2011年